# Philipp von Zwackh
Philipp von Zwackh auf Holzhausen (* 18. März 1766 in München; † 1. September 1839 ebenda) war königlich-bayerischer Geheimrat und Direktor des Oberappellationsgerichts in München.

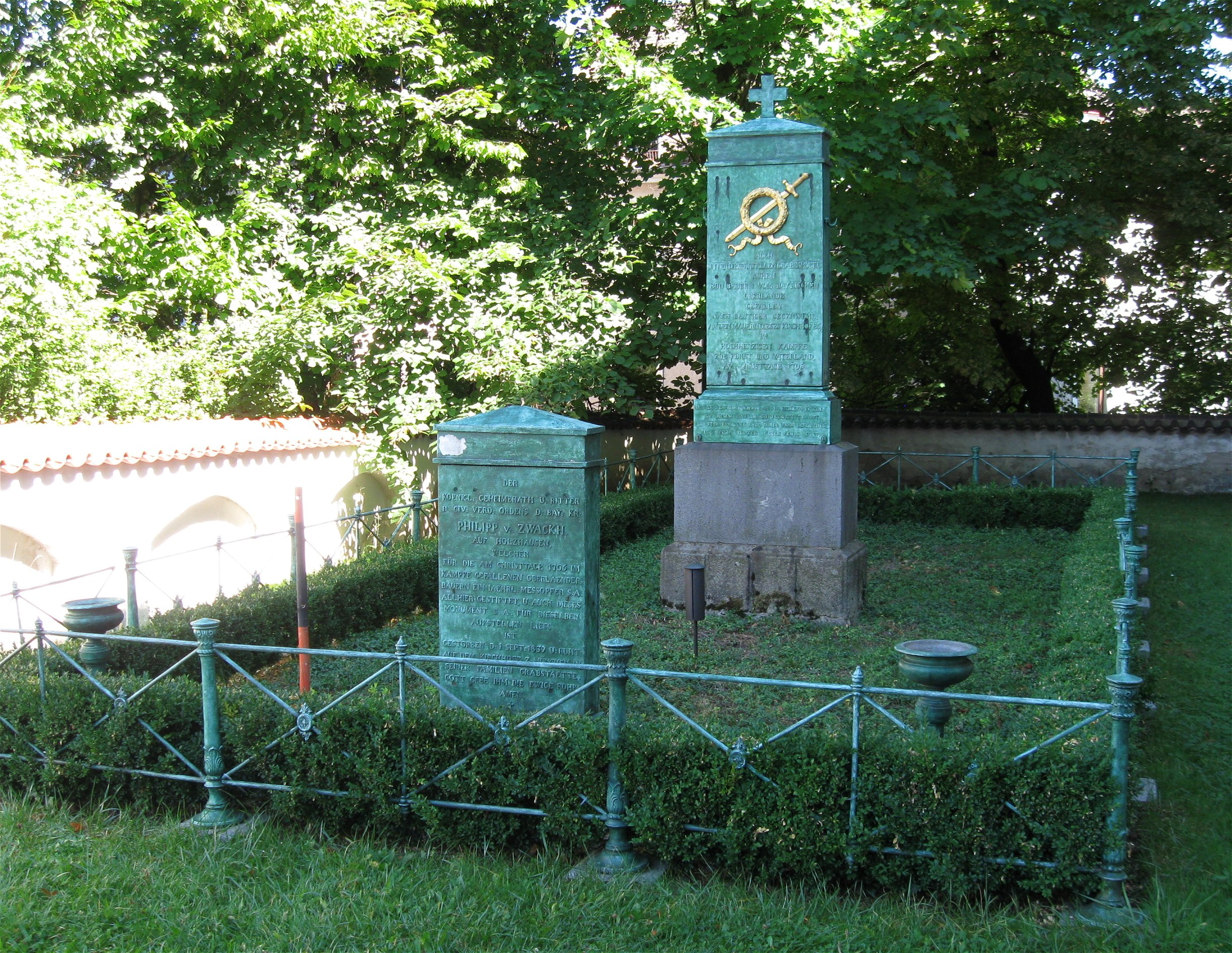
Das von Philipp von Zwackh gestiftete Monument für die Gefallenen der Sendlinger Mordweihnacht (hinten) mit Gedenkstein für Philipp von Zwackh (vorne)

## Leben
Philipph von Zwackh auf Holzhausen war der Sohn des 1802 oder 1809 in den erblichen Adels- und Ritterstand erhobenen kurbayerischen Direktors der Lottokasse Philipp von Zwackh, Landsasse auf Holzhausen. Sein älterer Bruder war der königlich-bayerische Regierungspräsident des Rheinkreises Franz Xaver von Zwackh auf Holzhausen.
Zwackh besuchte bis 1783 das (heutige) Wilhelmsgymnasium München. Anschließend absolvierte er ein Studium der Rechtswissenschaften. Im Jahr 1790 wurde er zum Hofrat ernannt, 1796 zum Wechselgerichtsrat, 1799 zum Generallandesdirektionsrat und bald darauf, noch in demselben Jahre, zum Revisionsrat. 1808 wurde er zum dritten Direktor des königlichen Oberappellationsgerichts befördert. Im Jahr 1817 rückte er auf die Stelle eines zweiten Direktors vor. 1823 wurde er mit Rücksicht auf seinen Gesundheitszustand pensioniert und zugleich zum Beweis der Zufriedenheit des Königs mit seinen geleisteten 33-jährigen Diensten zum Geheimrat ernannt. Von dieser Zeit an befasste er sich vorzüglich mit patriotischen und wohltätigen Unternehmungen.
1833 errichtete er eine Mess-Stiftung zum Seelenheil der Gefallenen der Sendlinger Mordweihnacht, die mit Genehmigung des Königs im Regierungsblatt publiziert wurde. 1834 dotierte er eine weitere Stiftung für ein Grabdenkmal mit Grabhügel auf dem Kirchhof zu Untersendling, in Erinnerung an die Gefallenen. Sie wurde wiederum mit Genehmigung des Königs im Regierungsblatt veröffentlicht. Die Stiftung, das Ehrenmal und der Grabhügel bestehen noch heute (2014).
1839 verstarb er, 74-jährig. In seinem Testament von 1835 hatte er wohltätige und patriotische Stiftungen mit insgesamt 3400 Gulden bedacht. Auch dieses wurde mit Genehmigung des Königs im Regierungsblatt veröffentlicht.

## Ehrungen
- 10. Dezember 1809: Ernennung zum Ritter des Zivilverdienstordens der bayerischen Krone.[11]
- 7. Oktober 1812: Mitsamt seinen Geschwistern immatrikuliert in der Ritterklasse der bayerischen Adelsmatrikel.[12]

## Belege
1. 1 2 3 4 5  Neuer Nekrolog der Deutschen, 17. Jahrgang 1839, 2. Teil, Weimar 1841, S. 762f. Online
2. ↑  Karl Heinrich von Lang: Adelsbuch des Königreichs Baiern, München 1815, S. 607. Online
3. 1 2  Ernst Heinrich Kneschke: Die Wappen der deutschen freiherrlichen und adeligen Familien in genauer, vollständiger und allgemein verständlicher Beschreibung, Leipzig 1857, S. 473. Online
4. ↑   Hannes Lambacher: Zwackh Philipp. In: Karl Bosl (Hrsg.): Bosls bayerische Biographie. Pustet, Regensburg 1983, ISBN 3-7917-0792-2, S. 883 (Digitalisat).
5. ↑  Leitschuh, Max: Die Matrikeln der Oberklassen des Wilhelmsgymnasiums in München, 4 Bde., München 1970–1976; Bd. 3, S. 172
6. ↑  Königlich-Baierisches Regierungsblatt, München 1823, Spalte 283. Online
7. ↑  Königlich-Baierisches Regierungsblatt, München 1833, Spalte 303. Online
8. ↑  Königlich-Baierisches Regierungsblatt, München 1834, Spalte 1157. Online
9. ↑  Die Bayerische Landbötin, München 1839, S. 920. Online
10. ↑  Die Bayerische Landbötin, München 1839, S. 1309. Online
11. ↑  Königlich-Baierisches Regierungsblatt, München 1813, Spalte 685. Online
12. ↑  Königlich-Baierisches Regierungsblatt, München 1812, Spalte 1938. Online

| Personendaten    | Personendaten                                                   |
| ---------------- | --------------------------------------------------------------- |
| NAME             | Zwackh, Philipp von                                             |
| ALTERNATIVNAMEN  | Zwackh auf Holzhausen, Ritter Philipp von                       |
| KURZBESCHREIBUNG | bayerischer Geheimrat und Direktor des Oberappellationsgerichts |
| GEBURTSDATUM     | 18. März 1766                                                   |
| GEBURTSORT       | München                                                         |
| STERBEDATUM      | 1. September 1839                                               |
| STERBEORT        | München                                                         |